# بلقاء لاذعة
ملالوكا لاذعة (الاسم العلمي:Melaleuca pungens) هي نوع من النباتات تتبع جنس الملالوكا من فصيلة الآسيّة.